# Fenotyp
Fenotyp (gr. φαίνω „przejawiać” + τύπος  „wzór, norma”) – zespół cech organizmu: oprócz morfologii też właściwości fizjologiczne, płodność, zachowanie się, ekologia, cykl życiowy, zmiany biologiczne, wpływ środowiska na organizm. Fenotyp jest ściśle związany z genotypem, bowiem z interakcji genotypu ze środowiskiem powstaje fenotyp. Dlatego ten sam genotyp może objawiać się różnymi fenotypami z wyniku plastyczności fenotypowej zależnie od środowiska, lub odwrotnie: mimo odmiennych genotypów tworzą się podobne fenotypy.
W organizmach dobrze zbadanych genetycznie można odkryć wpływ genomu na fenotyp. Zapoznanie się z genomem populacji naturalnej jest niezwykle trudne, dlatego zazwyczaj przyjmuje się po prostu, że fenotyp jest obrazem genotypu w środowisku i pyta się, jaka część zmienności obserwowanej w naturze ma podłoże genetyczne.

## Badania
Związek genotypu i procesów molekularnych z procesem rozwoju organizmu i jego fenotypem jest generalnie postulowany, ale bardzo trudny do zrozumienia, nawet dla organizmu tak (stosunkowo) prostego i intensywnie badanego jak Caenorhabditis elegans. Geny generalnie kodują białka i RNA. Postulat związku genotypu z trajektorią jaki organizm obiera w rozwoju i jego fenotypem prowadzi do dwóch obserwowanych paradoksów:
- ekstremalnie różne fenotypowo organizmy mogą mieć bardzo podobne genotypy,
- bardzo podobne fenotypowo organizmy mogą mieć wysoce różne genotypy.

Problem ten jest tematem aktywnych badań.

## Plastyczność
O fenotypie wspólnie z genotypem decydują czynniki środowiskowe, które w przypadku zmiany warunków środowiska prowadzić mogą do zmiany fenotypu. Plastyczność fenotypowa jest podstawowym mechanizmem adaptacji i obejmuje szereg zmian morfologicznych i fizjologicznych obserwowanych u wielu organizmów. Zjawisko jest przedmiotem badań wielu dziedzin biologii, w tym genetyki, genomiki, biologii ewolucyjnej, ekologii, fizjologii i biologii rozwoju. Jest szeroko rozpowszechnione w przyrodzie i w różny sposób może wpływać na tempo ewolucji, przyspieszając ją, spowalniając lub nie zmieniając tempa zmian ewolucyjnych.